# Brugelette
Brugelette ist eine belgische Gemeinde in der Provinz Hennegau. Die Gemeinde besteht aus den Ortschaften Brugelette, Attre, Cambron-Casteau, Gages und Mévergnies-lez-Lens.

## Geschichte

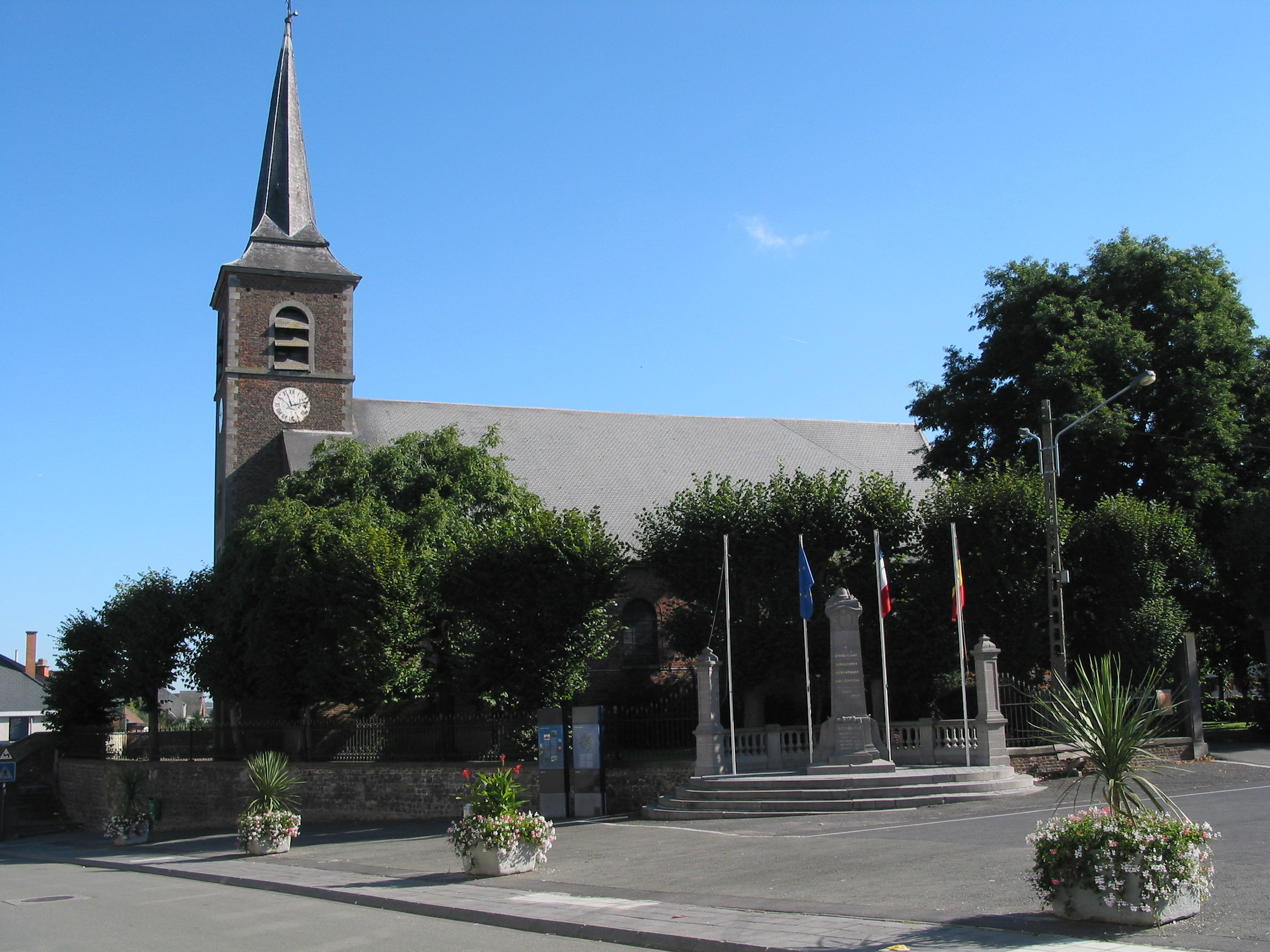
Kirche von Brugelette

1835 richteten die Jesuiten in einem ehemaligen Kloster der Franziskanerinnen das Collège de Brugelette ein, ein Gymnasium, das zunächst zur Erziehung der Söhne französischer katholischer Familien bestimmt war, nachdem König Karl X. durch die Ordonnance vom 18. Juni 1828 die Jesuiten aus den acht bis dahin von ihnen geleiteten Gymnasien in Frankreich entfernt hatte. Das Collège de Brugelette gewann schnell einen vorzüglichen Ruf, insbesondere für seine musische Bildung, und zog Schüler aus ganz Europa an, vor allem solche aus adligen Familien. 1854 wurde das Collège de Brugelette geschlossen, nachdem Jesuiten seit 1850 wieder die Tätigkeit an französischen Schulen gestattet und damit der Grund für das Ausweichen nach Belgien entfallen war.

## Sehenswürdigkeiten

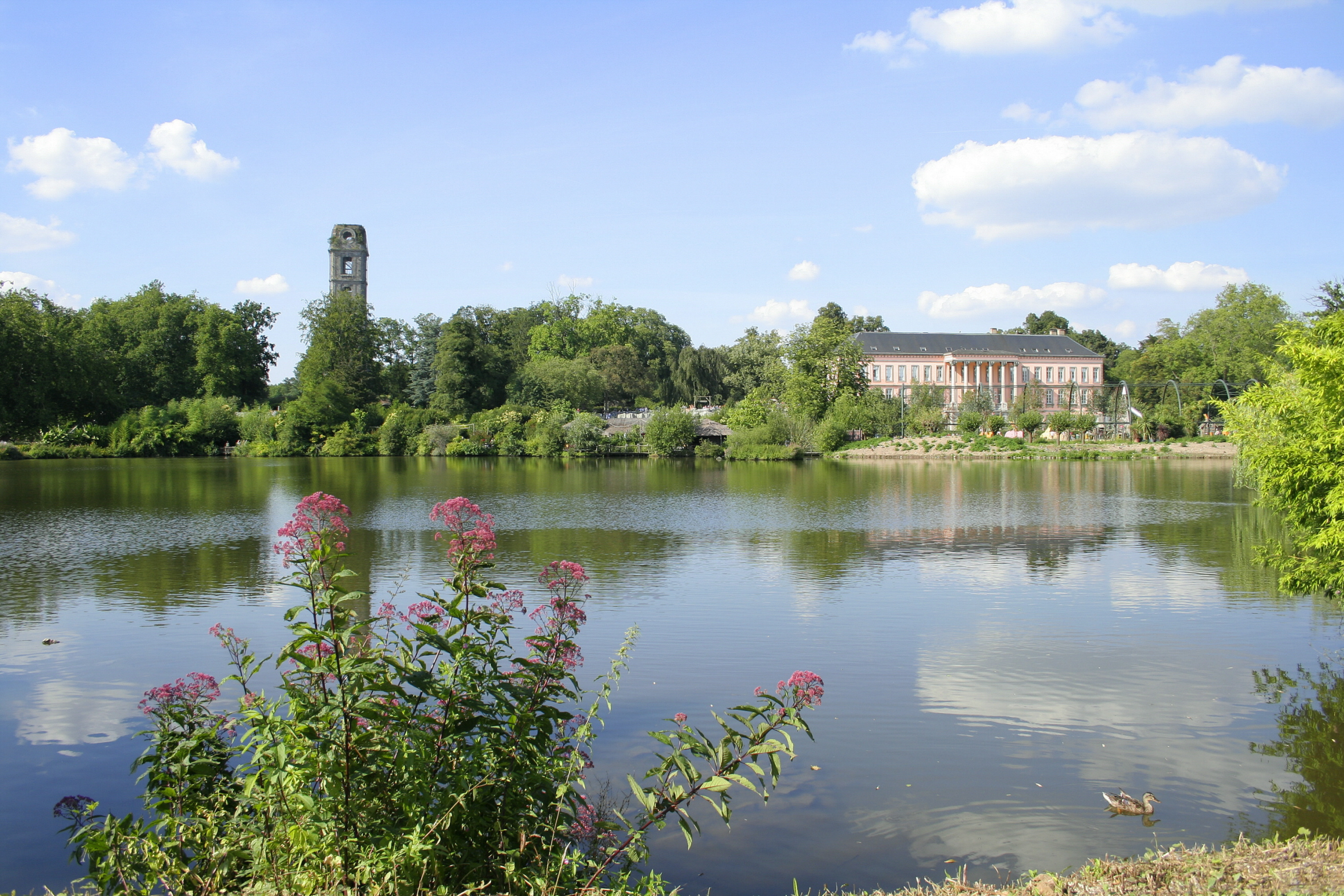
ehem. Kloster im Park Pairi Daiza

Der Park Pairi Daiza ist eine Kombination aus Zoo, Kulturmuseum und Botanischem Garten in der Ortschaft Cambron-Casteau. Seit Februar 2014 lebt hier ein Paar von Großen Pandas, welches im Mai 2016 ein Jungtier bekommen hat. Der Park ist auf dem Gelände des ehemaligen Klosters Cambron errichtet.

## Gemeindepartnerschaft
- Avon-les-Roches (Frankreich)